# Mary Robison
Pour les articles homonymes, voir Robison.
Mary Robison, née le 14 janvier 1949  à Washington, est une écrivain américaine.

## Biographie
Elle appartient au mouvement réaliste Kmart.
Elle obtient le Los Angeles Times Book Prize en 2001 pour Why Did I Ever.

## Œuvres traduites en français
- Petit guide de l’amateur de la nuit [« An Amateur’s guide to the night »], trad. de Claire Fargeot, Paris, Éditions Denoël, coll. « Arc-en-ciel », 1988, 164 p.  (ISBN 2-207-23500-9)
- Moins par moins [« Substraction »], trad. de Philippe Loubat-Delranc, Paris, Éditions Denoël, 1993, 246 p.  (ISBN 2-207-24046-0)